# Marche d'Ancône
1090–1798
Entités précédentes :
- Duché de Spolète
- Marche de Fermo

Entités suivantes :
- République romaine (1798)

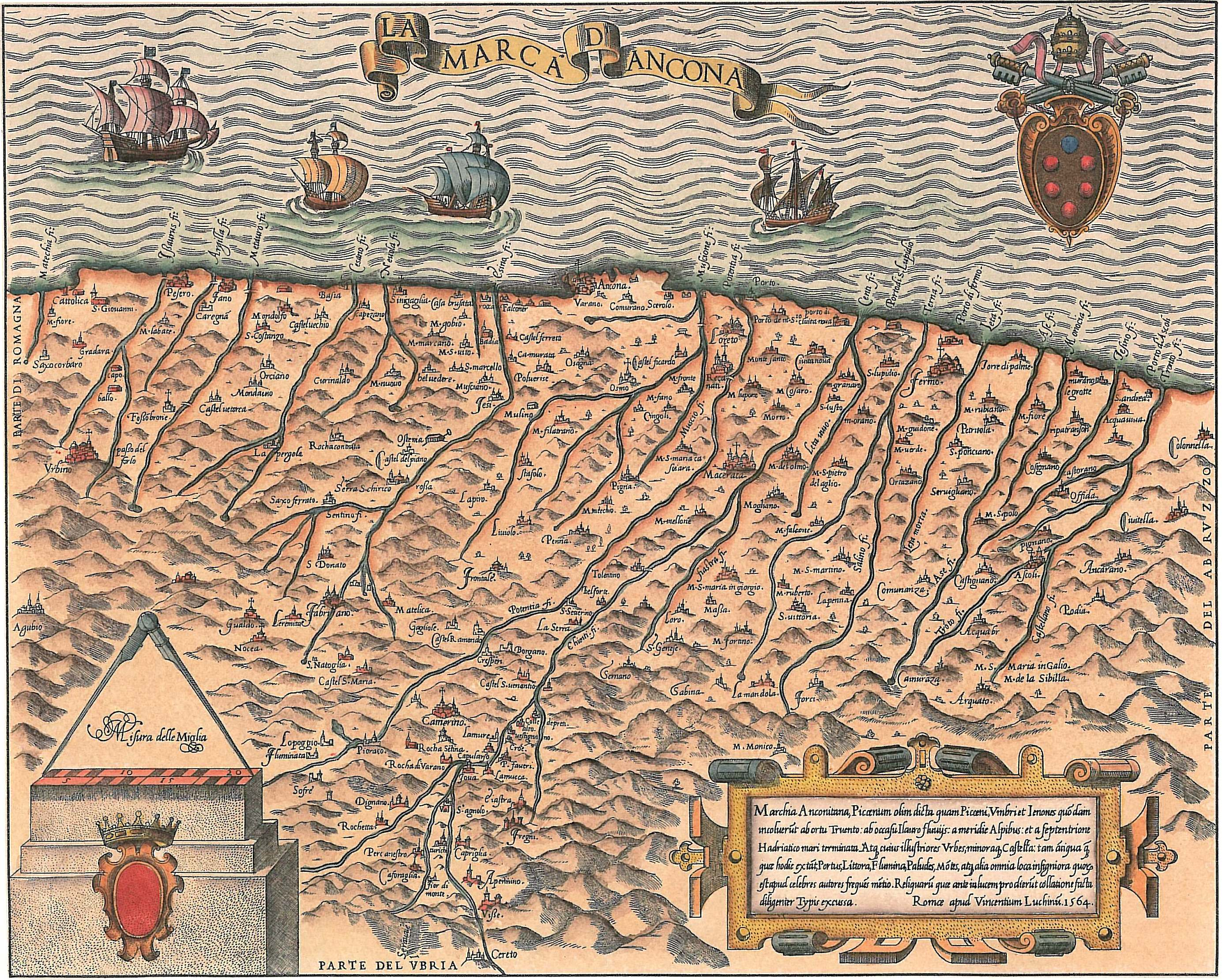
Carte de la marche d'Ancône
réalisée en 1564 à Rome par Vincenzo Luchino

La marche d'Ancône (ou les marches d'Ancône) (en italien, Marca anconitana) est une ancienne province des États pontificaux située le long de l'Adriatique, au sud de la légation d'Urbino. Elle correspond aujourd'hui à la région des Marches en Italie. C'est l'une des quatre provinces instituées en 1210 par le pape Innocent III, à l'intérieur des États de l'Église.

## Histoire

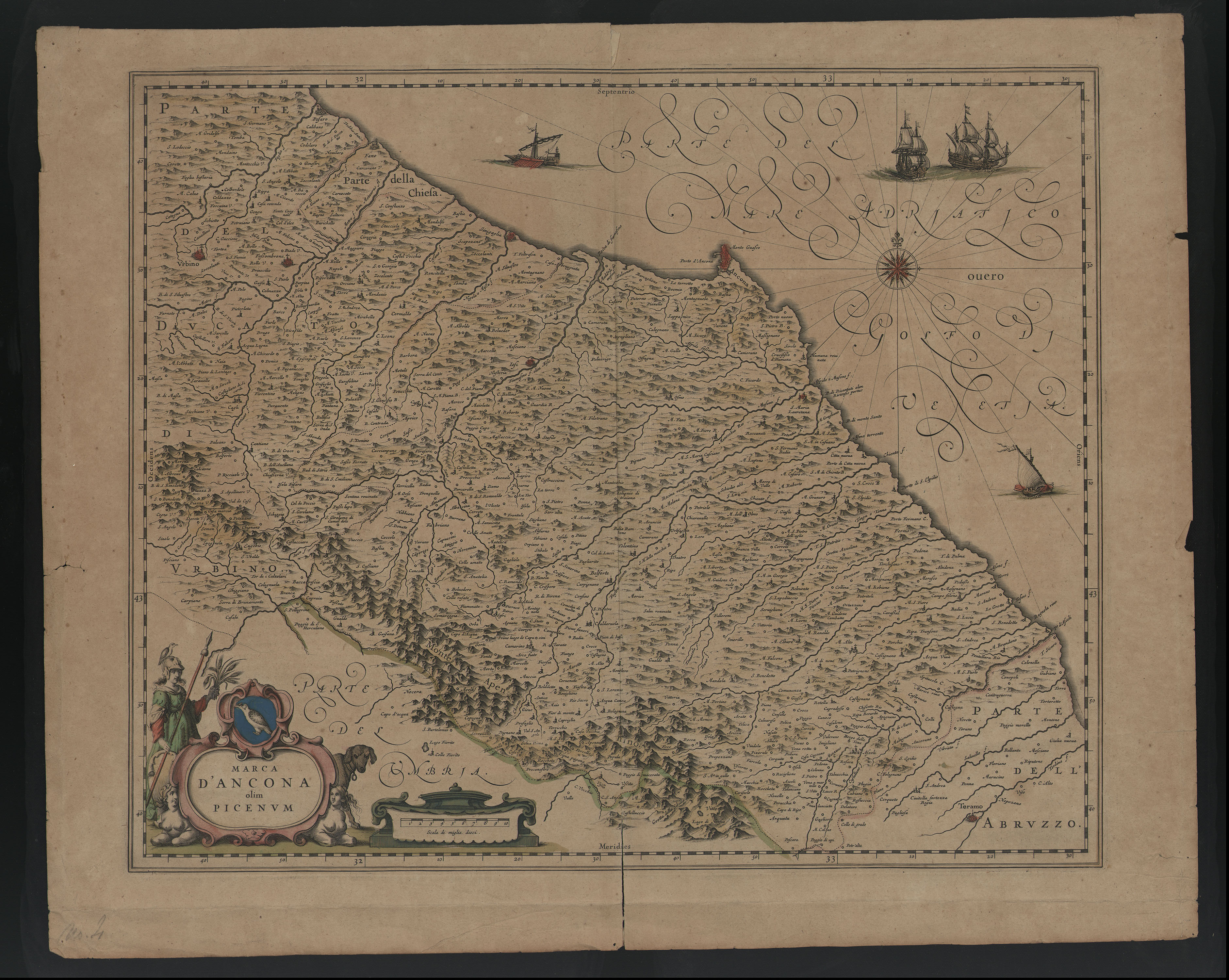
Carte de la marche d'Ancône gravée par W.J. Blaeu en 1635 à Amsterdam

Le territoire sur lequel a été établie la marche d'Ancône était dans l'Italie antique, celui des Picéniens, un peuple italique qui y vécut du IXe siècle av. J.-C. au IIIe siècle av. J.-C., et appelé pour cette raison le Picenum.
L'aide picénienne aux armées romaines à la bataille de Sentinum en -295 fut décisive. À l'issue de cette bataille, tous les peuples d'Italie furent soumis à la domination romaine et parmi eux, les Picéniens eux-mêmes,
Devenu colonie romaine à la suite de la bataille de Sentinum en 295 av. J.-C., le Picenium, après la chute de l'Empire romain fut conquis par les Goths, puis par les Lombards, et ceux-ci en firent une « marche. »
Jusque-là soumise au Saint-Empire romain germanique, Ancône obtient son autonomie communale à la fin du XIIe siècle et forme alors la république d'Ancône (1198-1348)-(1355-1532), qui s'émancipe du marquisat d'Ancône. 
Au XIIIe siècle, elle est terre de prédilection des Franciscains comme l'attestent les Fioretti de saint François d’Assise qui la mentionnent à de nombreuses reprises.
Sous la domination du seigneur de Rimini de 1348 à 1355, la cité recouvre son indépendance à cette date.
Pendant les guerres du sacerdoce et de l'Empire, les marquis d'Ancône jouirent de l'indépendance, mais la Marche changea souvent de maître jusqu'à ce que Louis de Gonzague l'annexât définitivement aux États pontificaux (1532).

## Villes principales
Elle avait pour places principales : 
- Ancône,
- Loreto,
- Camerino,
- Fermo,
- Macerata,
- Osimo,
- San Severino,
- Tolentino.

## Marquis

### Maison d'Este
- Azzo VI d'Este (1210-1212)
- Aldobrandino I d'Este (1212-1215)

## Voir
- Ancône
- Historie des Juifs à Ancône

## Sources
- Marie-Nicolas Bouillet  et Alexis Chassang (dir.), « Marche d'Ancône » dans Dictionnaire universel d’histoire et de géographie, 1878 (lire sur Wikisource)